# إرهاب ترعاه الدولة
الدول الراعية للإرهاب أو الدول والإرهاب الذي ترعاه الدولة هو دعم حكومات الدول لجهات فاعلة غير حكومية عنيفة من أجل القيام بأعمال إرهاب.

## حسب البلد

### أفغانستان
موَّلت الحكومة الأفغانية مجموعة من الجماعات والأنشطة الإرهابية؛ فهناك وكالة خاد وهي واحدة من أربع وكالات استخباراتية يُعتقد أنها مسؤولة عن التفجير الإرهابي الذي استهدف الشمال الغربي لباكستان في وقت مبكر من عام 1980. في أواخر 1980 ألقت وزارة الخارجية الأمريكية باللوم على لجنة أمن الدولة السوفياتية حيث اتهمتها بإنشاء وكالات مخابرات سرية أفغانية إرهابية قامت بقصف المدن الباكستانية. ما بين 1970 و1990 قامت وكالة الأمن الأفغانية بدعم منظمة إرهابية سمَّت نفسها باسم آل ذو الفقار ويُعتقد أن هذه المجموعة هي المسؤولة عن اختطاف طائرة تابعة للخطوط الدولية الباكستانية من كراتشي إلى كابول عام 1981.
في 24 حزيران/يونيو من عام 2017 حضر قائد الجيش الباكستاني قمر جواد باجوا اجتماعا رفيع المستوى في راولبندي وهناك دعا أفغانستان إلى «فعل المزيد» في المعركة ضد الإرهاب. ووفقا لأجهزة المخابرات الباكستاينة فإن الهجمات على المدن البكستانية في يونيو 2017 هي من صنع جماعات إرهابية تتمتع برعاية أفغانية وبخاصة مديرية الأمن الوطنية بالإضافة إلى جناح البحث والتحليل الهندي.

### الهند
اتهمت الهند كل من باكستان وسريلانكا بدعم الإرهاب وتنفيذ ما سمته «التخريب الاقتصادي» في بلدها.
اتُهم في الكثير من المرات جناح البحث والتحليل الهندي بتدريب وتسليح مجموعة التاميل السريلانكيين خاصة خلال عام 1970 عندما كانت لا تُعتبر منظمة إرهابية من قبل أي بلد ولكن الهند سحبت دعمها في وقت لاحق وبالتحديد مطلع عام 1980 عندما أصبحت أنشطة الجبهة أو المجموعة خطيرة لتُصبح الهند بذلك أول بلد يُصنف "مجموعة التحرير" جماعة إرهابية". على الرغم من أن الحكومة الهندية منعت مجموعة نمور تحرير التاميل من الاستمرار في العمل وحاولت دحرها إلا أنها فشلت في ذلك فبقيت المجموعة نشطة حتى عام 2009 عندما تم "سحق" وهزم المجموعة. من آب/أغسطس 1983 وحتى أيار/مايو 1987 دعمت الهند من خلال وكالة الاستخبارات ست جماعات سريلانكية بما في ذلك جماعة تحرير التاميل. لم يقتصر دعم الهند على توفير السلاح بل قامت بتدريب الأعضاء ثم تكلفت بالتمويل وما إلى ذلك. خلال تلك الفترة أقامت الهند 32 معسكرا تدريبيا داخل أراضيها ثم أشرفت على تجهيز 495 من المتمردين السريلانكيين،  بما في ذلك 90 من النساء الذين تم تدريبهم وتخريجهم على 10 دفعات.
اتهمت الحكومة ووكالة المخابرات الباكستانية القنصليات الهندية في قندهار وجلال أباد في أفغانستان بتوفير الأسلحة والتدريب وتقديم مساعدات مالية إلى جيش تحرير بلوشستان في محاولة لزعزعة استقرار باكستان. عادت باكستان لاتهام الهند مجددا بدعم الثوار البلوش،  وقد أكد بعض المراقبين الغربيين أن الهند أرسلت أموالا بشكل سري لأولئك الثوار. في آب/أغسطس 2013 أكد جيمس دوبينز أن مخاوف باكستان مخاوف من دور الهند في أفغانستان «لا أساس لها من الصحة». تسربت بعض الأخبار عام 2009 التي أظهرت أن الإمارات العربية المتحدة جنبا إلى جنب مع مسؤولين من الهند قد دعموا سرا حركة طالبان باكستان والمتمردين الانفصاليين في شمال غرب باكستان.

### إيران
اتهم رئيس الولايات المتحدة السابق جورج دبليو بوش الحكومة الإيرانية حيث وصفها «بالدولة الراعية للإرهاب».
لقد لعب الحرس الثوري الإيراني دورا أساسيا في تأسيس وتدريب وتزويد حزب الله بمختلف أنواع الأسلحة لاستخدامها في حروبه وهجماته؛ ليس هذا فقط فحزب الله مصنف على أساس أنه منظمة إرهابية من قِبل عشرات الدول على رأسها الولايات المتحدة،  وإسرائيل التي دائما ما تتهم حزب الله بأنه مخلب إيران في الشرق الوسط، كما يضعه مجلس التعاون الخليجي على لوائح الإرهاب. جذير بالذكر هنا أن تصنيف الحزب كمنظمة إرهابية ليس تصنيفا عالميا فمثلا دول الاتحاد الأوروبي تُميز بين الشق السياسي والعسكري للحزب حيث تعترف بإرهابية الشق العسكري بينما تتعامل مع الشق السياسي تعاملا طبيعيا، في حين تُحاول مختلف البلدان الأخرى الحفاظ على العلاقات مع حزب الله.
سبق لحكومات كل من الولايات المتحدة الأمريكية، المملكة المتحدة، إسرائيل ثم اليمن أن اتهمت الرئيس الإيراني السابق أحمدي نجاد بدعم الإرهاب ضد مجموعة من الدول على رأسها المملكة المتحدة والولايات المتحدة كما اتهمت إيران بدعم الميليشيات الشيعية في العراق والتي نفذت في بعض الأحيان هجمات دامية على القوات متعددة الجنسيات التي تدعمها وتعترف بها القوات الحكومية العراقية.

### إسرائيل
قامت إسرائيل بتمويل الكثير من الهجمات الإرهابية وتعتمد في هذا على جماعات حديثة النشوء وغير معروفة بل تقوم في حالات أخرى باستعمال المدنيين خلال هذه الهجمات. في صيف عام 1954 فشلت إسرائيل في تنفيذ عملية سرية كجزء من عملية الراية الكاذبة،  حيث قامت الحكومة الإسرائيلية بتجنيد مجموعة من اليهود المصريين داخل شعبة الاستخبارات العسكرية الإسرائيلية فحثتهم على زرع قنابل داخل أهداف مملوكة لدولتي الولايات المتحدة والمملكة المتحدة بما في ذلك دور السينما والمكتبات والمراكز التعليمية. كانت إسرائيل تنوي تفجير كل تلك القنابل ومن ثم تُلقي باللوم على جماعة الإخوان المسلمين وتتهما فيما بعد بالحصول على دعم شيوعي لإثارة غضب الدول الغربية -وبخاصة تلك التي تم استهداف أهدافها- ضد الدولة المصرية. هدف إسرائيل من وراء هذه العملية لم يكن واضحا في البداية لكنه تكشَّف في وقت لاحق حيث تبين أن إسرائيل كانت تحاول خلق مناخ من العنف وعدم الاستقرار من أجل حث الحكومة البريطانية على الاحتفاظ بقوات الاحتلال في قناة السويس وفي المنطقة برمتها. لم تتسبب العملية في أي إصابات باستثناء منفذ يُدعى فيليب ناتانسون كانت قد انفجرت القنبلة في جيبه قبل أن يدخل لدور السينما؛ أما اثنين من أعضاء الخلية فقد انتحرا بعد إلقاء القبض عليهما؛ في حين حوكم اثنين آخرين من قبل مصر.
عُرفت العملية في وقت لاحق باسم فضيحة لافون وذلك بعد اضطرار وزير الدفاع الإسرائيلي بنحاس لافون إلى الاستقالة نتيجة تكشف أوراقه، في حين كانت تُعرف من قبل في إسرائيل باسم «القضية المؤسفة» (بالعبرية: העסק הביש‏). بعد 51 عاما من محاولة تنفيذ تلك الهجمة الإرهابية نفت إسرائيل علنا تورطها في الحادث لكنها عادت في عام 2005 لمنح شهادات تقدير لعائلات منفذي الهجوم وذلك من قبل الرئيس الإسرائيلي موشيه كتساف.
تم اغتيال أربعة من العلماء النوويين الإيرانيين وهم مسعود علي محمدي، مجيد شهرياري رزان جاد ومصطفى أحمدي روشان ما بين 2010 و2012، في حين أصيب عالم آخر وهو فريدون عباسي بجروح في محاولة اغتيال أخرى. اثنين من عمليات القتل تمت باستعمال قنبلة مغناطيسية تُعلق في ظهر السيارة أما رزان جاد فقد تم قتله بالرصاص في حين قُتل مسعود علي محمدي من خلال تفجير دراجته النارية. أكد المسؤولون في الولايات المتحدة أن حركة مجاهدي خلق هي المسؤولة عن هجمات الاغتيال هذه ثم أكدت في وقت لاحق أن هذه الحركة تتلقى دعما وتدريبا وتسليحا من قبل إسرائيل.

### إيطاليا
غالبا ما تُناقش قضايا دعم الحكومة الإيطالية للإرهاب في برلمان إيطاليا؛ حيث يعتقد الكثير من المحللين والساسة هناك أن الدولة الإيطالية كانت ترعى قبل عام 1990 عدة فروع إرهابية حيث كانت تُشجعهم على تنفيذ هجمات وخاصة قبل عام 1990 فروع معينة من الدولة (stato deviato أو servizi segreti deviati) كجزء من إستراتيجية خلق التوتر بهدف تعزيز نفوذ بعض القوى الحاكمة.

### الكويت
في المعتاد لا تقوم الحكومة أو الدولة الكويتية بدعم ورعاية الإرهاب بشكل مباشر لكنها تقوم بتزويد الجماعات الإرهابية في كل من أفغانستان وباكستان بالمال اللازم بتنفيذ عملياتهم. تُوصف الكويت بأنها «مصدر أموال ونقطة عبور رئيسية» لتنظيم القاعدة وغيرها من الجماعات والتنظيمات المتشددة.

### ليبيا
بعد الانقلاب العسكري على الملك إدريس السنوسي عام 1969 في الجمهورية العربية الليبية قامت الحكومة الجديدة بدعم عشرات المجموعات المسلحة شبه العسكرية خاصة تلك اليسارية أو حتى اليمينية؛ وقد ساهم إمداد ليبيا بالأسلحة وفتحها لمعسكرات تدريب في انتشار الإرهاب الذي ترعاه الدولة. جذير بالذكر هنا أن الدولة الليبية -خلال هذه الفترة- دعمت الكثير من الجماعات داخل وخارج ليبيا بما في ذلك الجيش الجمهوري الأيرلندي، إيتا، رمح الأمة، جبهة البوليساريو، حزب العمال الكردستاني، حركة أمارو الثورية، منظمة التحرير الفلسطينية، الجبهة الشعبية لتحرير فلسطين، حركة آتشيه الحرة ثم الجبهة الوطنية لتحرير مورو من الفلبين وغيرها الكثير.
في عام 2006 قامت الولايات المتحدة بإزالة ليبيا من قوائم الدول الراعية للإرهاب بعدما أبدت تفاهما تحت إشراف الأمم المتحدة فقامت بإنهاء دعم معظم الجماعات المسلحة كما أنهت تطوير أسلحة الدمار الشامل.

### ماليزيا
تمول دولة ماليزيا مجموعة من الجماعات التي تقوم بمؤامرات هدفها إثارة الاضطرابات في الأراضي المتنازع عليها؛ ليس هذا فقط فماليزيا تمول وتدرب الانفصاليين في الفلبين مثل الجبهة الوطنية لتحرير مورو.

### باكستان
هناك بعض التقارير اجرتها الولايات المتحدة الامريكية تدين فيها باكستان بأنها «ملاذ آمن للإرهابيين»، ففي باكستان يمكن للإرهابيين التنظيم والتخطيط وجمع الأموال والتواصل والتجنيد والتدريب والانتقال والعمل في أمان نسبي بسبب عدم كفاية القدرة على الحكم والإرادة السياسية.

### قطر
في عام 2011 ذكرت واشنطن تايمز أن قطر تُقدم الأسلحة والتمويل لعبد الحكيم بلحاج الزعيم السابق للجماعة الليبية المقاتلة المُصنَّفة كجماعة إرهابية لدى الولايات المتحدة وزعيم تيار المحافظين الإسلاميين حزب الوطن.
في كانون الأول/ديسمبر 2012 اتهمت نيويورك تايمز النظام القطري بتمويل جبهة النصرة التي تُصنفها حكومة الولايات المتحدة ضمن قائمة المنظمات الموصوفة بالإرهابية. سرّبت فاينانشال تايمز معلومات تُفيد بأن الأمير حمد قام بزيارة لغزة فالتقى مع أعضاء من حركة حماس التي تُصنف لدى بعض الدول كمنظمة إرهابية. ليس هذا فقط فقد تعرض نادي برشلونة الإسباني لضغط متزايد من أجل فسخ عقد الرعاية مع مؤسسة قطر بعد مزاعم تُفيد بأن المؤسسة الخيرية تمول حماس. عاصفة الجدل هذه عادت مجددا بعدما ادعت الموندو أن مؤسسة قطر قد وهبت بعض المال إلى رجل الدين يوسف القرضاوي الذي يُعتبر لدى الكثير رجل دين مدافع عن الإرهاب، العنف الأسري ومعاداة السامية.
في كانون الثاني/يناير 2013 اتهم السياسيين الفرنسيين مرة أخرى الحكومة القطرية بتقديم دعم مادي لجماعات إسلامية سياسية في مالي؛ وحسب صحيفة لوكانار أونشين نقلا عن مصدر لم تذكر اسمه في الاستخبارات العسكرية الفرنسية فقد قال: «الحركة الوطنية لتحرير أزواد على صلة بتنظيم القاعدة، أنصار الدين وحركة التوحيد والجهاد في غرب أفريقيا ... كل هاته الحركات تلقت دعما نقديا من الدوحة.»
في آذار/مارس 2014 اتهم رئيس الوزراء العراقي نوري المالكي الحكومة القطرية بدعم المتمردين السنة في القتال ضد الجنود العراقيين في محافظة الأنبار الغربية. وفي تشرين الأول/أكتوبر 2014 تسربت أخبار تُفيد بأن سالم حسن خليفة راشد الكواري كان مدرجا لدى وزارة الخزانة الأمريكية باعتباره مول وقدم مئات الآلاف من الدولارات إلى جماعة متطرفة وإرهابية. حسب نيويورك تايمز فإن عددا من الأثرياء القطريين قد قدموا دعما لتنظيم الدولة الإسلامية (داعش).

### روسيا
أكد ألكسندر جي موتيل أستاذ العلوم السياسية في جامعة روتجرز بأن روسيا متورطة بشكل مباشر وغير مباشر في أعمال العنف في شرق أوكرانيا؛ وبالتالي -حسب ألكسندر- فالدولة الروسية ترعى الإرهاب وتُمول «جماعات إرهابية» أخرى ومرتزقة. لطالما كان تصرف وسلوك روسيا مع جيرانها غريبا؛ حيث عادة ما تُهاجمهم أو تتهمهم بسرقة أراضيها. خلال مقابلة مع بي بي سي وصف داليا غريباوسكايتي رئيس ليتوانيا الدولة الروسية قائلا: «تصرفات روسيا تدل على أنها دولة إرهابية.»
في مايو 2016 نشرت رويترز تقريرا خاصا بعنوان «كيف سمحت روسيا للمرتزقة بالذهاب والقتال في سوريا» وذكرت فيه أنه بناء على مجموعة من الأدلة والشواهد فإن الوكالات الحكومية الروسية قد نظمت ما بين 2012 و2014 برنامجا من أجل تيسير وتشجيع المتطرفين المسلحين الروس على مغادرة روسيا باتجاه تركيا ومن ثم الاستقرار في سوريا؛ سُؤل خلال المقابلة بعض الأشخاص الذين شاركوا في الأحداث الدامية في سوريا فأكدوا على أنهم انضموا للجماعات الجهادية من أجل قتال أفراد وعناصر تنظيم الدولة الإسلامية (داعش).

### السعودية
يعتبر الكثير أن المملكة العربية السعودية هي أكبر مصدر للأموال ومُروِّج لما يعرف بالسلفية الجهادية التي تُشكل الأساس الإيديولوجي لجماعات متطرفة كثيرة مثل تنظيم القاعدة، طالبان، الدولة الإسلامية في العراق والشام وغيرها. في كانون الأول/ديسمبر 2009 سرّبت ويكيليكس برقيات دبلوماسية أمريكية أظهرت حث وزيرة الخارجية الأمريكية -وقتها- هيلاري كلينتون الدبلوماسيين الأمريكيين على زيادة الجهود الرامية إلى منع خروج المال من دول الخليج العربي حتى لا تصل للإرهابيين في باكستان وأفغانستان ثم كتبت: «يشكل المانحين في السعودية أهم مصدر لتمويل الجماعات الإرهابية السنية في جميع أنحاء العالم ... يجب القيام بما أكثر كون المملكة العربية السعودية لا تزال تُقدم الدعم المالي لتنظيم القاعدة، طالبان، لشكر طيبة وغيرها من الجماعات الإرهابية.» في آب/أغسطس 2009 أكدت إدارة كابل مقر جماعة لشكر طيبة في باكستان أنها نفذت هجمات مومباي عام 2008 وبعدها بقليل تسربت أخبار أخرى تُفيد بأن السعودية هي من مولت أنشطة الجماعة منذ عام 2005.
يتم تمويل العنف في أفغانستان وباكستان من قبل الأثرياء المحافظين والمانحين عبر بحر العرب ولا تفعل الحكومات العربية سوى القليل لوقف هذا التمويل. في حقيقة الأمر هناك ثلاث دول عربية غالبا ما يتم الإشارة لها على أنها الممول الأول للعنف والإرهاب في الشرق الأوسط وهي قطر، الكويت، والإمارات العربية المتحدة وكلهم جيران للمملكة العربية السعودية.
وفقا لاثنين من الدراسات التي نشرت في عام 2007 (دراسة أولى تمت من قبل محمد حافظ من جامعة ميسوري في كانساس سيتي أما الثانية فتمت عبر روبرت بيب من جامعة شيكاغو) فإن معظم الانتحاريين في العراق هم السعوديين. ليس هذا فقط فخمسة عشر من التسعة عشر الذين خطفوا الطائرات الأربع وتسببوا في أحداث 11 سبتمبر 2001 نشأوا وتربوا في المملكة العربية السعودية بينما اثنان من الإمارات العربية المتحدة ثم آخر من مصر والأخير من لبنان. كما أن أسامة بن لادن هو الآخر قد وُلد وتلقى تعليمه في المملكة العربية السعودية.
لدى السعودية بعض القوانين التي تعتبرها دول أخرى غريبة أو بالأحرى غير منطقية؛ فالسعودية تتبع السلفية الوهابية أو السلفية على أقل تقدير؛ لذلك فهي ترى أن العالم كله ضد المسلمين بل تعتبر «الديمقراطية المسؤولة عن كل الحروب الرهيبة التي حصلت في القرن 20» أما الشيعة وغيرهم من غير المسلمين فيُعتبرون ردة وما إلى ذلك. وفقا لرئيس وزراء سنغافورة السابق لي كوان يو فإن جهد السعودية في هذا المجال لا يعني بالضرورة تحويل جميع أو معظم المسلمين إلى الوهابية؛ ثم وضح كيف أن الإسلام الأكثر اعتدالا بات هو المسيطر في جنوب شرق آسيا.
اتهم باتريك كوكبرن المملكة العربية السعودية بدعم الجماعات المتطرفة الإسلامية السياسية في الحرب الأهلية السورية حيث قال: «في أوائل عام 2015 أيدت السعودية إنشاء جيش الفتح في المقام الأول ثم أيدت تمويل جبهة النصرة التابعة لتنظيم القاعدة ونفس الأمر بالنسبة لأحرار الشام التي فازت بسلسلة من الانتصارات ضد القوات البرية العربية السورية في محافظة إدلب.» لكن وفي المقابل فالحكومة السعودية تنفي كل الادعاءات التي تتعلق بتصديرها للإرهاب وبطبيعة الوهابية التي تشجع التعصب وتشجع على التطرف. وصف جيمس وولسي العميل السابق في وكالة المخابرات المركزية دولة السعودية بأنها «تربة تنظيم القاعدة وباقي المنظمات الإرهابية الشقيقة.» في عام 2015 اتهم زيغمار غابرييل نائب المستشارة الألمانية المملكة العربية السعودية بدعم التعصب والتطرف، قائلا: «تُموَّل المساجد الوهابية في جميع أنحاء العالم من قبل المملكة العربية السعودية. حتى في ألمانيا ... خطورة الإسلاميين تأتي من هذه المجتمعات.» في مايو 2016 نشرت نيويورك تايمز تقريرا قالت فيه: «دفعت السعودية الملايين لتعزيز الوهابية فألهمت منفذي أحداث 11 سبتمبر 2001.» تهجم حميد رضا تراغي المحلل السياسي الإيراني والمُقرب من المرشد الأعلى في إيران علي خامنئي السعودية قائلا: «تعتمد داعش فكريا وماليا ولوجستيا على رعاية المملكة العربية السعودية بشكل كامل ... إنهما واحد.»

في عام 2014 ذكر رئيس وزراء العراق نوري المالكي أن المملكة العربية السعودية وقطر بدأتا حروب أهلية في العراق وسوريا ولا زالا يُحرضان ويُشجعان باقي الحركات الإرهابية مثل داعش والقاعدة كما يقدمان دعما سياسيا عبر وسائل الإعلام لهاته التنظيمات. نفت المملكة العربية السعودية تلك الاتهامات ونفس الأمر فعلته قطر.
في آب/أغسطس 2014 تسربت بعض رسائل البريد الموجهة إلى جون بودستا والتي ذُكر في إحداها أن السعودية وقطر تُقدمان «دعما ماليا ولوجستيا بشكل سري» على هيئة مساعدات لداعش وغيرها من «الجماعات السنية المتطرفة.» تطرقت رسالة البريد المسربة أيضا إلى خطة عمل بهدف القضاء على داعش وورد في الخطة ضرورة ووجوب الضغط على كل من السعودية وقطر من أجل وقف تمويلهما. هذا وتجدر الإشارة إلى أنه لم يتم التيقن مما إذا كانت رسالة البريد تلك مكتوبة من قبل هيلاري كلينتون أو من شخص آخر «غير معروف».
بعد هجمات طهران 2017 اتهمت السلطات الإيرانية وعلى رأسها قياد في الحرس الثوري جنبا إلى جنب مع وزير الخارجية جواد ظريف اتهما السعودية بالوقوف وراء تلك الهجمات. لم يكتف جواد بالاتهام فقط بل كتب على حسابه الرسمي في موقع تويتر قائلا: «طغاة السعودية يرعون الإرهاب ويهددون بجلبه لوطننا ... ما أحقر أسياد وكلاء الهجوم.» وأشار في تصريحاته هذه لولي العهد السعودي الأمير محمد بن سلمان والذي كان قد هدد قبل شهر تقريبا من وقوع الهجوم بنهج سياسة تقوم على سحب الصراع الإقليمي من الدول العربية ونقله إلى الحدود الإيرانية. في المقابل نفت السعودية على لسان وزير خارجيتها عادل الجبير تورط بلاده في الهجمات وأكد أن الرياض لديها معرفة بالجهة المسؤولة؛ ثم أدان تلك الهجمات الإرهابية التي تقتل الأبرياء «في أي مكان يحدث».

### سوريا
الجمهورية السورية قد شهدت العديد من العمليات إلارهابية أثناء تولى حافظ الأسد الرئيس السابق لحكم البلاد، و زادت هذه الاعمال أثناء الحرب الأهلية السورية. يُشارك في الحرب السورية العديد من الأطراف الدولية، والقوى العسكرية. وبحسب تقارير الحكومة الأمريكية، تُصنف كل من جبهة النصرة، وتنظيم داعش على أنها منظمات إرهابية.

### الولايات المتحدة
في الحقيقة, أن الولايايت المتحدة الامريكية قد قامت بمنح دعم للمنظمات الشبه عسكرية والإرهابية في جميع أنحاء العالم. وكذلك فقد  قدمت المساعدة إلى العديد من الأنظمة الاستبدادية التي استخدمت حالة الإرهاب كأداة من أدوات القمع.
وامريكا قد قامت ايضاً بدعم الإرهابيين الغير الحكوميين في أمريكا اللاتينية والشرق الأوسط وأفريقيا الجنوبية بارزاً. ففي الفترة من 1981 إلى 1991، قدمت الولايات المتحدة الأسلحة والتدريب والدعم المالي واللوجستي المكثف لمتمردي الكونترا في نيكاراغوا، وهم استخدموا التكتيكات الإرهابية في قتالهم ضد حكومة نيكاراغوا. وفي العديد من النقاط، قدمت الولايات المتحدة التدريب والأسلحة والأموال للمجموعات الكوبية الإرهابية في المنفى، مثل أورلاندو بوش ولويس بوسادا كاريليس.